# Modrzewnica
Modrzewnica (Andromeda L.) – rodzaj roślin należący do rodziny wrzosowatych. We współczesnej florze wyróżniany jest jeden gatunek występujący w północnej części Europy, Azji i Ameryki Północnej, należący także do flory Polski – modrzewnica pospolita Andromeda polifolia. Rodzaj ten był jednak znacznie bardziej zróżnicowany w przeszłości. Zaliczano do niego skamieliny datowane już na cenoman, jednak najprawdopodobniej wyewoluował w trzeciorzędzie. Liczne skamieniałości pochodzą np. sprzed 20 milionów lat. Tylko wśród znalezisk w Polsce opisano co najmniej 7 gatunków kopalnych z tego rodzaju.
Nazwa naukowa nadana została przez Karola Linneusza w nawiązaniu do mitycznej Andromedy. Stało się tak ponieważ roślina rosnąc na kępach wśród mszarów, z korzeniami sięgającymi wody, skojarzyła mu się z Andromedą przykutą do skały na morzu, z nogami obmywanymi przez fale. 

## Morfologia
Zimozielone krzewinki o liściach skrętoległych, skórzastych, z blaszką podwiniętą na brzegach. Kwiaty w baldachogronach na szczycie pędu, 5-krotne, z płatkami zrośniętymi w beczułkowatą koronę. Pręcików 10. Owocem jest torebka zawierająca liczne i dość duże nasiona.

## Systematyka
Synonim taksonomiczny
Erica Boehmer in C. G. Ludwig
Pozycja systematyczna
Rodzaj blisko spokrewniony z rodzajem zenobia Zenobia. Tworzy wraz z nim plemię Andromedeae siostrzane względem Gaultherieae w obrębie podrodziny Vaccinioideae z rodziny wrzosowatych Ericaceae.
Wykaz gatunków
- modrzewnica pospolita, m. północna (Andromeda polifolia L.)
w tym var. latifolia[9], opisywana także jako odrębny gatunek – modrzewnica siwolistna lub kutnerowata (A. glaucophylla)[10]